# Trofeo Laigueglia 2016
Die 53. Trofeo Laigueglia 2016 war ein italienisches Straßenradrennen. Das Eintagesrennen wurde in der Region Ligurien ausgetragen mit Start und Ziel nach 192,5 km in Laigueglia. Es fand am 14. Februar 2016 statt. Zudem war es Teil der UCI Europe Tour 2016 und dort in der Kategorie 1.HC eingestuft worden.

## Teilnehmende Mannschaften
| WorldTeams (3)- AG2R La Mondiale - FDJ - Lampre-Merida Professional Continental Teams (8)- Androni Giocattoli-Sidermec - Bardiani CSF - Delko-Marseille Provence-KTM - Gazprom-RusVelo - Nippo-Vini Fantini - Team Novo Nordisk - Team Roth - Southeast-Venezuela Continental Teams (6)- Amore & Vita-Selle SMP - Christina Jewelry - D'Amico Bottecchia - GM Europa Ovini - Norda-MG.Kvis - Unieuro Wilier Nationalmannschaft- Italien |
| |

## Rennergebnis
| #      | Fahrer            | Team                        | Zeit       |
| ------ | ----------------- | --------------------------- | ---------- |
| Sieger | Andrea Fedi       | Southeast-Venezuela         | 5h 00' 55" |
| 2.     | Sonny Colbrelli   | Bardiani CSF                | +0' 02"    |
| 3.     | Grega Bole        | Nippo-Vini Fantini          | gl. Zeit   |
| 4.     | Fabio Felline     | Italien                     | gl. Zeit   |
| 5.     | Francesco Gavazzi | Androni Giocattoli-Sidermec | gl. Zeit   |
| 6.     | Diego Ulissi      | Lampre-Merida               | gl. Zeit   |
| 7.     | Arthur Vichot     | FDJ                         | gl. Zeit   |
| 8.     | Matteo Busato     | Southeast-Venezuela         | gl. Zeit   |
| 9.     | Matteo Montaguti  | AG2R La Mondiale            | gl. Zeit   |
| 10.    | Pierre Latour     | AG2R La Mondiale            | +0' 08"    |